# Bordbuch des Christoph Kolumbus
Das Bordbuch des Christoph Kolumbus (spanischer Originaltitel: Diario de a bordo del primer viaje de Cristóbal Colón) ist das Logbuch, das Kolumbus auf seiner ersten Amerikafahrt 1492 und 1493 verfasste.

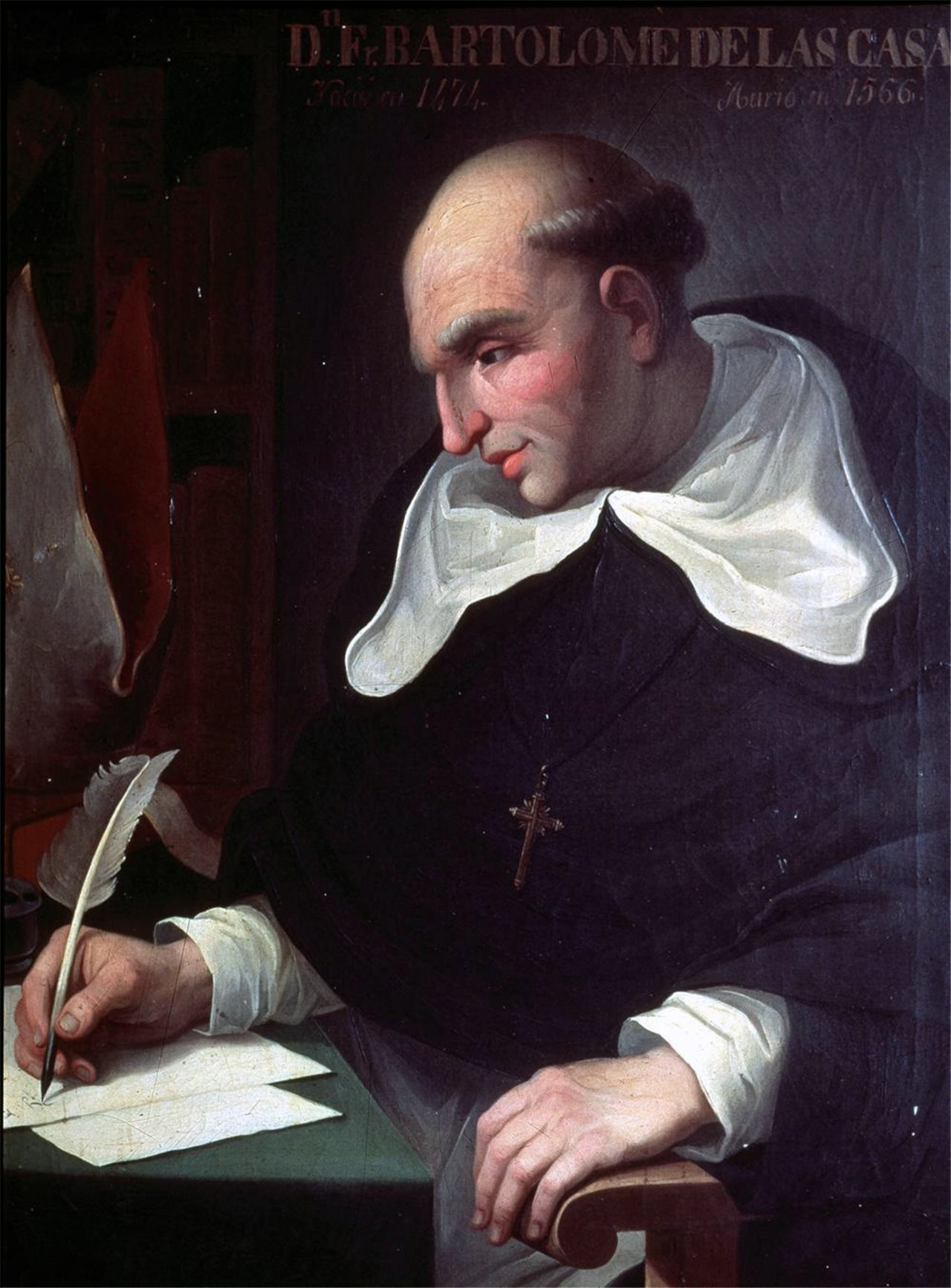
Bartolomé de Las Casas

Die Urschrift des Bordbuchs ist nicht erhalten geblieben. Es ist nur eine Kopie des Bartolomé de Las Casas (1484/85–1566) überliefert.
Kolumbus verfasste das Bordbuch nicht für sich selbst, sondern für das spanische Herrscherpaar. Damit konnte er beweisen, dass er „Indien“ entdeckt hatte. Als Kolumbus nach seiner erfolgreichen Rückkehr huldvoll von Ferdinand und Isabella empfangen wurde, überreichte er am Königshof auch die Urschrift seines Bordbuchs. Davon fertigte ein Hofschreiber sofort eine Kopie an, die Kolumbus noch vor seiner zweiten Ausfahrt ausgehändigt wurde. Diese Kopie muss irgendwann dem Dominikaner de Las Casas in die Hände gefallen sein, der sich darangemacht hatte, seine umfangreiche Historia de las Indias zu schreiben. Dazu zitierte de Las Casas das komplette Bordbuch, und zwar in indirekter wie auch direkter Rede. So sind gerade die entscheidenden Textauszüge über die eigentliche „Entdeckung Amerikas“ als wörtliche Abschrift überliefert.
Während auf diese Weise weite Passagen des Bordbuchs erhalten wurden, war die Kopie in der Kette der Erben Kolumbus’ zunächst in den Besitz des Erstgeborenen Diego Colón gelangt, bis sie schließlich dessen Sohn Luis Colón bekam. Don Luis war sehr wohl bewusst, welche Schätze er besaß, als er über die gesamten überlieferten Unterlagen seines Großvaters wie auch seines Vaters und Onkels verfügen konnte. Er verkaufte viele der ererbten Schriften an den Meistbietenden, unter anderen Werken die Lebensbeschreibung des Fernando Kolumbus’, die nach Italien ging. Dort wurde die „Historie“ in einer italienischen Fassung veröffentlicht, wobei das spanische Original verloren ging.
Don Luis erhielt 1554 die Genehmigung zur Veröffentlichung des Bordbuchs. Damit ist zugleich das letzte Datum markiert, zu dem die Kopie noch existiert haben muss. Allerdings kam es damals und auch später nicht zu einem Druck. Vermutlich verkaufte Don Luis das Werk an einen bibliophilen Adeligen. Während das Original-Bordbuch später in den königlichen Archiven wohl unwiederbringlich „verloren“ ging, besteht noch immer die Möglichkeit, dass sich die Kopie in einem unbeachteten Privatarchiv befindet.
Erst am Ende des 18. Jahrhunderts konnte der Marineoffizier Martín Fernández de Navarrete aus dem Dunkel der spanischen Archive die Überlieferungen zur Entdeckung Amerikas hervorholen, die bis dahin fast in Vergessenheit geraten waren. Unter den gefundenen Schätzen zog er auch die Kopie des Bordbuchs ans Licht und verfertigte davon eine erste Übertragung, die 1826 gedruckt wurde. Damit war der berühmte Amerikabericht des Kolumbus eigentlich erst zum Leben erwacht. Seitdem hat es eine Vielzahl weiterer Übertragungen gegeben (und wiederholte Übersetzungen in zahlreiche Sprachen). Nachdem sich letztlich auch die moderne Wissenschaft und Technologie mit dem Bordbuch beschäftigt haben, lässt sich heute Aufschluss über jedes einzelne Zeichen der Abschrift geben.

## Übersetzungen
Deutsch
- Christoph Kolumbus: Das Bordbuch. Leben und Fahrten des Entdeckers der Neuen Welt 1492. Übersetzt von Anton Zahorsky. Mit einer Einführung von Rinaldo Caddeo. Edition Erdmann, Wiesbaden 2013, ISBN 978-3-86539-849-9 (Online-Vorschau).
- Christoph Kolumbus: Bordbuch. Mit einem Nachwort von Frauke Gewecke. Insel Verlag, Frankfurt am Main/Leipzig 2006, ISBN 978-3-458-34861-0 (in der Übersetzung von Anton Zahorsky).
- Stefan Rinke (Hrsg.): Das Bordbuch des Christoph Kolumbus. Neu übersetzt aus dem spanischen Original von Stephanie Fleischmann. WBG Theiss, Freiburg 2025, ISBN 978-3-534-61029-7 (mit ausführlicher Einleitung).

Englisch
- The Journal of Christopher Columbus. Translated by Cecil Jane, revised and annotated by L. A. Vigneras. With an Appendix by R. A. Skelton, ninety illustrations from prints and maps of the period. 1960 (Hakluyt Society)